# Habenaria sagittifera
Habenaria sagittifera är en orkidéart som beskrevs av Heinrich Gustav Reichenbach. Habenaria sagittifera ingår i släktet Habenaria och familjen orkidéer. Inga underarter finns listade i Catalogue of Life.

## Bildgalleri

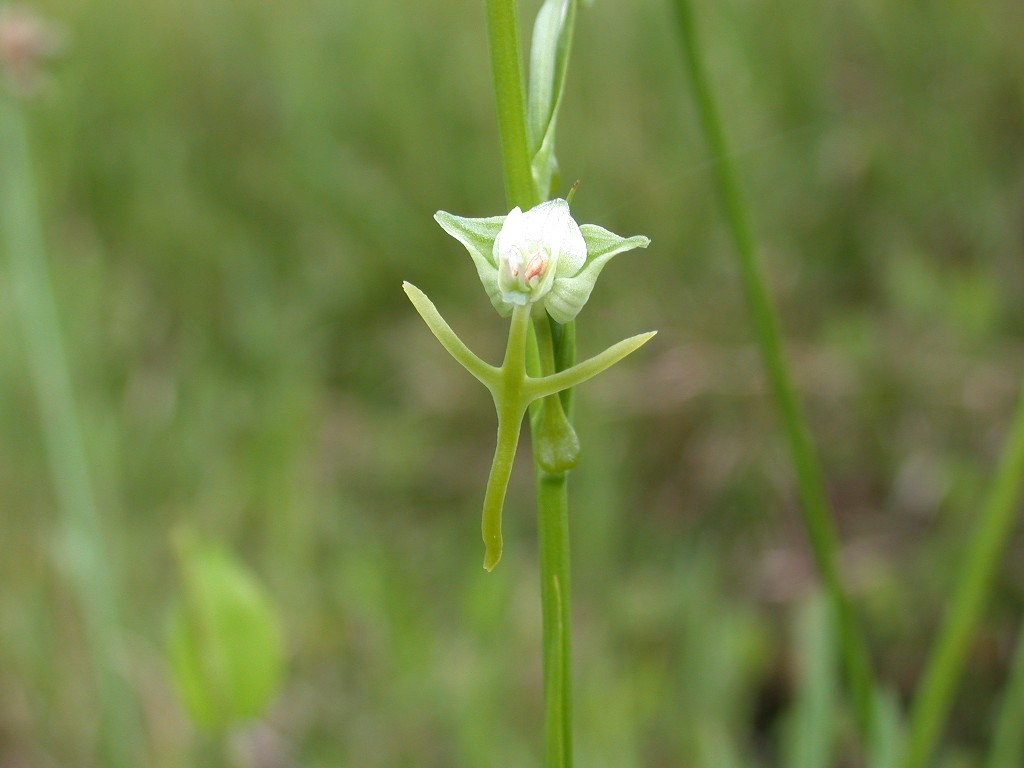